# Rhyacophila nabochepa
Rhyacophila nabochepa är en nattsländeart som beskrevs av Schmid 1970. Rhyacophila nabochepa ingår i släktet Rhyacophila och familjen rovnattsländor. Inga underarter finns listade i Catalogue of Life.